# Break of Dawn
Break of Dawn (englisch für „Anbruch der Morgendämmerung“) ist ein Song des US-amerikanischen Sängers Michael Jackson, der am 29. Oktober 2001 auf dem Album Invincible erschien. Der Song erschien außerdem 2003 auf dem Greatest-Hits-Album Number Ones.

## Entstehung
Der Song wurde von Dr. Freeze und Michael Jackson geschrieben und produziert. Jacksons Manager, John McClain, kontaktierte Dr. Freeze (bürgerlich Elliot Straite) und dieser stellte Jackson 30 Songs vor. An nur fünf oder sechs nahmen Jackson und Dr. Freeze die Arbeit auf. Letztlich kamen A Place With No Name, Blue Gangsta und Break of Dawn in die engere Auswahl für das Album, wo bei es nur Break of Dawn als letzter Song auf die finale Setlist schaffte. Die Komposition der Demo von und die darauf erhaltenen Background Vocals wurden von Jackson weitestgehend übernommen. A Place With No Name und Blue Gangsta hingegen erschienen erst 2014 auf dem Album Xscape.

## Inhalt
Der Song handelt von einer Person, die mit ihrer Liebe die gesamte Nacht verbringen möchte.

„I don't want the sun to shine I wanna make love

Just this magic in your eyes and in my heart

I don't know what I'm gonna do I can't stop lovin' you

I won't stop 'til break of dawn makin' love“

„Ich möchte nicht, dass de Sonne beginnt zu scheinen, ich möchte Geschlechtsverkehr

Nur die Magie in deinen Augen und in meinem Herz

Ich weiß nicht was ich tun soll, denn ich kann nicht aufhören dich zu lieben

Ich werde mit dem Geschlechtsverkehr nicht aufhören bis zum Anbruch der Morgendämmerung“

## Kritiken
The Stuart News bezeichnete Break of Dawn als keine große Neuheit. Die weiche Ballade sei wie Butterflies, Speechless und You Are My Life nur eine „harmlose Gemütsschwankung“ und nichts, was nicht beispielsweise R. Kelly oder Usher schon mal mit mehr Lebendigkeit rüber gebracht hätten.

## Besetzung
- Produktion: Michael Jackson, Dr. Freeze
- Komposition: Michael Jackson, Dr. Freeze
- Solo, Background Vocals: Michael Jackson
- Background Vocals: Dr. Freeze
- Drumcomputer Programmierung: Michael Jackson, Brad Buxer
- Sämtliche weitere Instrumente: Michael Jackson, Dr. Freeze, Rodney Jerkins, Teddy Riley
- Tontechnik: Mike Ging, Brad Gilderman, Humberto Gatica, Dexter Simmons, George Mayers
- Mix: Humberto Gatica, Teddy Riley, George Mayers